# Президентские выборы в Иране (2024)
Досрочные президентские выборы в Иране 2024 года прошли в два тура: первый тур состоялся 28 июня, а второй — 5 июля. Во второй тур вышло два кандидата: реформист Масуд Пезешкиан и принципалист Саид Джалили. Во втором туре Пезешкиан был избран президентом Ирана с результатом 53,7 %.
Выборы проводились в соответствии со 131 статьёй Конституции Ирана после гибели 8-го президента Ирана Ибрахима Раиси. Регистрация кандидатов прошла с 30 мая по 3 июня, сроки проведения предвыборной кампании — с 12 июня по утро 27 июня.

## Предыстория
Президент Ирана Ибрахим Раиси погиб в результате крушения вертолёта в туманную погоду в горах недалеко от границы с Азербайджаном 19 мая 2024 года. Среди погибших также оказался и министр иностранных дел Ирана Хосейн Амир Абдоллахиян. Все находящиеся на борту погибли.

## Кандидаты
Регистрация кандидатов на пост президента началась 30 мая и завершилась 3 июня. Всего свои кандидатуры на пост президента подали 80 человек, среди них четыре женщины, в основном консерваторы и ультраконсерваторы. Окончательный список кандидатов был опубликован Советом стражей порядка 9 июня. Лицам, отклоненным советом, не разрешается опротестовать отказ.

### Отклонённые
Заявки как минимум 30 человек, зарегистрировавших свои кандидатуры 30 мая, были отклонены из-за несоответствия «основным условиям квалификации». Всего Совет стражей отклонил кандидатуры 74 претендентов. В их число входили все четыре женщины, подавшие заявки на участие в выборах. Самым известным кандидатом из отклонённых стал бывший президент Махмуд Ахмадинежад, который в прошлом не был допущен Советом стражей и до выборов 2021 года.

### Зарегистрированные
Шесть кандидатов было допущено Советом стражей до выборов. 26 июня один из них, Амир-Хоссейн Газизаде Хашеми, отозвал кандидатуру и призвал так же сделать остальных, «чтобы фронт революции окреп». 27 июня за ним последовал Алиреза Закани, который обосновал необходимостью «заблокировать формирование третьей администрации» бывшего президента Хасана Рухани. Оба кандидата, а также Мохаммад-Багер Галибаф, кандидат в первом туре, поддержали во втором туре Саида Джалили.
| Имя                                   | Имя | Родился                                 | Карьера | Партия                                              |
| ------------------------------------- | --- | --------------------------------------- | --- | --------------------------------------------------- |
| Амир-Хоссейн Газизаде Хашеми (снялся) |     | 14 апреля 1971 (53 года) Фариман, Иран  | Вице-президент Ирана (с 2021 года) Член Исламского консультативного совета (2008—2021) Кандидат в президенты (2021)                                                                                | «Исламский закон»                                   |
| Мохаммад-Багер Галибаф                |     | 23 августа 1961 (62 года) Торкабе, Иран | Председатель Исламского консультативного совета (с 2020 года) Член Совета целесообразности (2017—2020) Мэр Тегерана (2005—2017) Кандидат в президенты (2005, 2013 и 2017)                          | Прогрессивный и справедливый народ исламского Ирана |
| Саид Джалили                          |     | 6 сентября 1965 (58 лет) Мешхед, Иран   | Член Совета целесообразности (с 2013 года) Секретарь Высшего совета национальной безопасности (2007—2013) Главный переговорщик по ядерной программе (2007—2013) Кандидат в президенты (2013, 2021) | Независимый                                         |
| Алиреза Закани (снялся)               |     | 3 марта 1966 (58 лет) Рей, Иран         | Мэр Тегерана (с 2021 года) Член Исламского консультативного совета (2004—2016, 2020—2021) Кандидат в президенты (2021)                                                                             | Общество приверженцев пути Исламской Революции      |
| Масуд Пезешкиан                       |     | 29 сентября 1954 (69 лет) Мехабад, Иран | Член Исламского консультативного совета (с 2008 года) Министр здравоохранения и медицинского образования (2001—2005)                                                                               | Независимый                                         |
| Мостафа Пурмохаммади                  |     | 9 марта 1960 (64 года) Кум, Иран        | Министр юстиции (2013—2017) Министр внутренних дел (2005—2008) | «Ассоциация воинствующего духовенства»              |

## Опросы общественного мнения
| Даты       | Опрос провёл                                                  | Выборка                                                       | Джалили                                                       | Галибаф                                                       | Пезешкиан                                                     | Газизаде                                                      | Закани                                                        | Пурмо- хаммади                                                | Не определились                                               | Лидирует на                                                   |                                                               |
| ---------- | ------------------------------------------------------------- | ------------------------------------------------------------- | ------------------------------------------------------------- | ------------------------------------------------------------- | ------------------------------------------------------------- | ------------------------------------------------------------- | ------------------------------------------------------------- | ------------------------------------------------------------- | ------------------------------------------------------------- | ------------------------------------------------------------- | ------------------------------------------------------------- |
| Даты       | Опрос провёл                                                  | Выборка                                                       |                                                               |                                                               |                                                               |                                                               |                                                               |                                                               | Не определились                                               | Лидирует на                                                   |                                                               |
| 4 июля     | Islamic Consultative Assembly                                 |                                                               | 44,2 %                                                        | —                                                             | 53,7 %                                                        | —                                                             | —                                                             | —                                                             | —                                                             | 9,5 %                                                         |                                                               |
| 3 июля     | Iranian Students News Agency                                  |                                                               | 43,9 %                                                        | —                                                             | 49,5 %                                                        | —                                                             | —                                                             | —                                                             | —                                                             | 5,6 %                                                         |                                                               |
| 28 июня    | Первый тур голосования                                        | —                                                             | 40,38 %                                                       | 14,34 %                                                       | 44,40 %                                                       | —                                                             | —                                                             | 0,88 %                                                        | —                                                             | 4,02 %                                                        |                                                               |
| 27 июня    | Закани снялся с выборов в пользу Джалили и Галибафа           | Закани снялся с выборов в пользу Джалили и Галибафа           | Закани снялся с выборов в пользу Джалили и Галибафа           | Закани снялся с выборов в пользу Джалили и Галибафа           | Закани снялся с выборов в пользу Джалили и Галибафа           | Закани снялся с выборов в пользу Джалили и Галибафа           | Закани снялся с выборов в пользу Джалили и Галибафа           | Закани снялся с выборов в пользу Джалили и Галибафа           | Закани снялся с выборов в пользу Джалили и Галибафа           | Закани снялся с выборов в пользу Джалили и Галибафа           | Закани снялся с выборов в пользу Джалили и Галибафа           |
| 26 июня    | Тегеранский университет                                       |                                                               | 26,8 %                                                        | 23,3 %                                                        | 32,9 %                                                        | 3,6 %                                                         | 1,7 %                                                         | 1,6 %                                                         | 7,7 %                                                         | 6,1 %                                                         |                                                               |
| 26 июня    | Iranian Students Polling Agency                               | 3 589                                                         | 28,8 %                                                        | 19,1 %                                                        | 33,1 %                                                        | 2,8 %                                                         | 2,1 %                                                         | 1,4 %                                                         | 10,5 %                                                        | 4,3 %                                                         |                                                               |
| 26 июня    | Газизаде снялся с выборов в пользу Джалили, Галибафа и Закани | Газизаде снялся с выборов в пользу Джалили, Галибафа и Закани | Газизаде снялся с выборов в пользу Джалили, Галибафа и Закани | Газизаде снялся с выборов в пользу Джалили, Галибафа и Закани | Газизаде снялся с выборов в пользу Джалили, Галибафа и Закани | Газизаде снялся с выборов в пользу Джалили, Галибафа и Закани | Газизаде снялся с выборов в пользу Джалили, Галибафа и Закани | Газизаде снялся с выборов в пользу Джалили, Галибафа и Закани | Газизаде снялся с выборов в пользу Джалили, Галибафа и Закани | Газизаде снялся с выборов в пользу Джалили, Галибафа и Закани | Газизаде снялся с выборов в пользу Джалили, Галибафа и Закани |
| 22—24 Июня | Mellat Opinion Poll Institute (Islamic Consultative Assembly) | 1 100                                                         | 16,3 %                                                        | 16,9 %                                                        | 23,5 %                                                        | 3,2 %                                                         | 1,2 %                                                         | 0,5 %                                                         | 38,4 %                                                        | 6,6 %                                                         |                                                               |
| 22—23 июня | Shenaakht                                                     | 1 000                                                         | 20 %                                                          | 19 %                                                          | 28 %                                                          | 3 %                                                           | 1 %                                                           | 1 %                                                           | 28 %                                                          | 8 %                                                           |                                                               |
| 22—23 июня | Университет имама Садика                                      | 1 500                                                         | 21,5 %                                                        | 23,4 %                                                        | 24,4 %                                                        | 4,5 %                                                         | 2,4 %                                                         | 2 %                                                           | 21,8 %                                                        | 1 %                                                           |                                                               |
| 22—23 июня | Iranian Students Polling Agency                               | 4 057                                                         | 24 %                                                          | 14,7 %                                                        | 24,4 %                                                        | 2 %                                                           | 1,7 %                                                         | 0,7 %                                                         | 30,6 %                                                        | 0,4 %                                                         |                                                               |
| 18—20 июня | ГИРИ                                                          |                                                               | 22,5 %                                                        | 19,5 %                                                        | 19,4 %                                                        | 2,7 %                                                         | 2,2 %                                                         | 0,9 %                                                         | 28,4 %                                                        | 3 %                                                           |                                                               |
| 18—20 июня | Mellat Opinion Poll Institute (Islamic Consultative Assembly) | 850                                                           | 18,2 %                                                        | 20,7 %                                                        | 18,9 %                                                        | 4,6 %                                                         | 2 %                                                           | 1,8 %                                                         | 33,8 %                                                        | 1,8 %                                                         |                                                               |
| 18—19 июня | Iranian Students Polling Agency                               | 4 545                                                         | 26,2 %                                                        | 19 %                                                          | 19,8 %                                                        | 2,6 %                                                         | 2 %                                                           | 0,9 %                                                         | 27,4 %                                                        | 6,4 %                                                         |                                                               |
| 18—19 июня | Университет имама Садика                                      |                                                               | 23,5 %                                                        | 29,3 %                                                        | 30 %                                                          | 2,7 %                                                         | 1,2 %                                                         | 1,1 %                                                         | 12,4 %                                                        | 0,7 %                                                         |                                                               |
| 11—13 июня | Исследовательский центр культуры, искусства и коммуникации    |                                                               | 36,7 %                                                        | 30,4 %                                                        | 28,3 %                                                        | 1,4 %                                                         | 1,7 %                                                         | 1,4 %                                                         | 62 %                                                          | 6,3 %                                                         |                                                               |
| 30 мая     | Начало регистрации кандидатов                                 | Начало регистрации кандидатов                                 | Начало регистрации кандидатов                                 | Начало регистрации кандидатов                                 | Начало регистрации кандидатов                                 | Начало регистрации кандидатов                                 | Начало регистрации кандидатов                                 | Начало регистрации кандидатов                                 | Начало регистрации кандидатов                                 | Начало регистрации кандидатов                                 | Начало регистрации кандидатов                                 |

## Результаты
| Кандидат                                       | Кандидат                            | Партия                              | Политический лагерь                 | Первый тур | Первый тур | Второй тур | Второй тур |
| Кандидат                                       | Кандидат                            | Партия                              | Политический лагерь                 | Голосов    | %          | Голосов    | %          |
| ---------------------------------------------- | ----------------------------------- | ----------------------------------- | ----------------------------------- | ---------- | ---------- | ---------- | ---------- |
|                                                | Масуд Пезешкиан                     | Независимый                         | Реформисты                          | 10 415 991 | 42,45      | 16 384 403 | 53,67      |
|                                                | Саид Джалили                        | Независимый                         | Принципалисты                       | 9 473 298  | 38,61      | 13 538 179 | 44,34      |
|                                                | Мохаммад-Багер Галибаф              | ПСНИИ                               | Принципалисты                       | 3 363 340  | 13,71      |            |            |
|                                                | Мостафа Пурмохаммади                | АВД                                 | Принципалисты                       | 206 397    | 0,84       |            |            |
| Недействительных/пустых бюллетеней             | Недействительных/пустых бюллетеней  | Недействительных/пустых бюллетеней  | Недействительных/пустых бюллетеней  | 1 076 159  | 4,39       | 607 575    | 1,99       |
| Всего                                          | Всего                               | Всего                               | Всего                               | 24 535 185 | 100        | 30 530 157 | 100        |
| Зарегистрированных избирателей/Явка            | Зарегистрированных избирателей/Явка | Зарегистрированных избирателей/Явка | Зарегистрированных избирателей/Явка | 61 452 321 | 39,93      | 61 452 321 | 49,68      |
| Источники: ISNA, IranIntl (1, 2), Tejarat News |                                     |                                     |                                     |            |            |            |            |

## Последствия
В первом заявлении после победы Пезешкиан сказал, что «трудный путь впереди не будет гладким» и что намерен служить всем иранцам. Джалили признал поражение и призвал уважать победителя. Ожидается, что Пезешкиан примет пост президента в течение 30 дней, после того как покинет пост депутата Исламского консультативного совета и получит формальное одобрение от Высшего руководителя страны Али Хаменеи.
Хаменеи заявил, что низкая явка в первом туре не означает сопротивление политической системе, но распорядился провести расследование для выявления причин. Бывший министр культуры и исламской ориентации Атаолла Мохаджерани раскритиковал администрацию исполняющего обязанности президента Мохаммада Мохбера за продвижение Джалили вместо выполнения своих непосредственных обязанностей. Мохбер не признал обвинения. Газета «Кайхан» выпустила статью, в которой было сказано, что правительство не поддастся шантажу бойкотирующих выборы. Активист Хамед Эсмаилион из Альянса за демократию и свободу в Иране, глава бывшей шахской семьи Реза Пехлеви и активистка Масих Алинеджад назвали низкую явку победой над режимом.
Согласно источникам Reuters, аятолла Хаменеи организовал регистрацию и победу Пезешкиана, чтобы повысить явку на выборы и легитимность режима. В том числе, он допустил до выборов нескольких принципалистов, между которыми разделились голоса консервативных избирателей. 